# Harmiella
Harmiella is een monotypisch geslacht van spinnen uit de  familie van de Hahniidae (kamstaartjes).

## Soort
- Harmiella schiapelliae Brignoli, 1979